# Gare de Frauenfeld
La gare de Frauenfeld est une gare ferroviaire suisse, située dans la ville thurgovienne de Frauenfeld.